# Landmark Tower

La Yokohama Landmark Tower (横浜ランドマークタワー) est un gratte-ciel de Yokohama, près de Tokyo. Haute de 296 mètres, elle était à son achèvement en 1993 le plus haut bâtiment et la seconde plus haute structure du Japon après la tour de Tokyo. Elle a été dépassée dans les années 2010 par l'Abeno Harukas à Osaka.
La Yokohama Landmark Tower est située dans le quartier du Minato Mirai 21, le principal quartier d'affaires de Yokohama. Ses 48 premiers étages font usage de bureau et de commerces et un hôtel occupe les étages 49 à 70. Un 71e étage, non accessible au public, renferme un système de masses d'équilibrage. Les architectes sont la société Mitsubishi Estate Co.  et l'agence de l'américain Hugh Stubbins Jr
Cette tour possède l'un des ascenseurs les plus rapides au monde (12,5 mètres par seconde).